# Barcarolle (film, 1935)
Pour les articles homonymes, voir Barcarolle (homonymie).
Pour plus de détails, voir Fiche technique et Distribution.
Barcarolle est un film allemand de Gerhard Lamprecht et Roger Le Bon, sorti en 1935.

## Fiche technique
- Titre français : Barcarolle
- Réalisation : Gerhard Lamprecht et Roger Le Bon
- Scénario : Gerhard Menzel et André-Paul Antoine
- Photographie : Friedl Behn-Grund
- Pays d'origine : Troisième Reich
- Format : Noir et blanc - 1,33:1 - Mono
- Genre : drame
- Date de sortie : 1935

## Distribution
- Edwige Feuillère : Giacinta
- Pierre Richard-Willm : Bianco Colloredo
- Roger Karl : Alfredo Zubaran
- Fernand Fabre : Lopuchin
- Philippe Richard : Motta
- Marthe Mellot : Elvira
- Madeleine Guitty : Trattoria
- Gina Manès : Lodovisca
- Nicole de Rouves
- William Aguet
- Michèle Alfa
- Raymond Aimos